# La Robine-sur-Galabre
La Robine-sur-Galabre är en kommun i departementet Alpes-de-Haute-Provence i regionen Provence-Alpes-Côte d'Azur i sydöstra Frankrike. Kommunen ligger  i kantonen Digne-les-Bains-Est som ligger i arrondissementet Digne-les-Bains. År 2022 hade La Robine-sur-Galabre 292 invånare.

## Befolkningsutveckling
Antalet invånare i kommunen La Robine-sur-Galabre
Referens: INSEE